# Макіно (національний парк)
Національний парк Макіно (англ. Mackinac National Park) — національний парк Сполучених Штатів, який існував з 1875 по 1895 роки на острові Макіно на півночі Мічігану, що робить його другим національним парком США після Єллоустонського національного парку. Парк площею 422 гектар був створений у відповідь на зростання популярності острова як літнього курорту. Його створення було здебільшого результатом зусиль сенатора Сполучених Штатів Томаса В. Феррі, вихідця з острова. Законопроєкт 28 Сенату «щодо виділення певної частини острова Макіно і протоки Макіно в межах штату Мічіган як національного парку» був представлений 2 грудня 1874 року та підписаний президентом Уліссом С. Грантом 3 березня. 1875. Національний парк займав 821 акрів, тоді як форт зберігав 103 акри, а решта острова була приватною власністю.
Територія парку прилягала до форту Макіно, який продовжував служити гарнізоном армії Сполучених Штатів під час функціонування парку, а також геологічних об’єктів острова, таких як Арка-Рок і Цукрова Голова. Командир форту керував парком, а федеральні війська служили парковими рейнджерами, як у Єллоустоуні. Парк мав повноваження будувати дороги та стежки, а також здавати в оренду невелику кількість ділянок під будівлі, щоб компенсувати свої витрати, оскільки федеральні кошти на управління парком не були виділені. Землі парку також повинні були бути доступні армії для військової підготовки та під час війни.